# Жонли, Параманга Эрнест
Параманга Эрнест Жонли (фр. Paramanga Ernest Yonli; род. 31 декабря 1956, Тапоа, Французская Верхняя Вольта ) — политический и государственный деятель, премьер-министр Буркина-Фасо (6 ноября 2000 — 3 июня 2007), президент Экономического и социального совета Буркина-Фасо до марта 2015 года, дипломат, доктор наук.
Член партии Конгресс за демократию и прогресс (Буркина-Фасо).
Работал генеральным директором Национального фонда содействия занятости (FAPE). Занимал пост министра финансов с 2000 по 2002 год. В 2008—2011 годах был послом Буркина-Фасо в США.
С 1997 по 2012 год избирался членом Национального собрания (парламента) Буркина-Фасо.
Женат на дочери бывшего президента страны Сайе Зербо.

## Награды
- Великий офицер Национального ордена Буркина-Фасо
- Офицер Национального ордена Буркина-Фасо
- Орден Бриллиантовой звезды Китайской Республики